# Tropic of Cancer
Tropic of Cancer ("Kreeftskeerkring") is een roman uit 1934 van Henry Miller die berucht werd door de openhartigheid waarmee seksualiteit werd beschreven.
Het boek werd in 1934 gepubliceerd door Obelisk Press in Parijs (Frankrijk), maar deze editie werd verboden in de Verenigde Staten. De publicatie in 1961 in de VS door Grove Press leidde vanwege het aanstootgevende karakter tot een reeks rechtszaken op basis van de Amerikaanse wetgeving met betrekking tot pornografie. In 1964 oordeelde het Amerikaanse Hooggerechtshof dat het boek niet obsceen was. Tropic of Cancer wordt nu algemeen beschouwd als een meesterwerk van de 20e-eeuwse literatuur.